# Jupiterovi progradni nepravilni sateliti
Izvan putanja galilejanskih satelita nalazi se u orbiti oko Jupitera još 55 mala satelita u nepravilnim putanjama, od kojih njih 7 spadaju u 3 grupe progradnih nepravilnih satelita. Imena satelita su Temisto, Leda, Himalija, Liziteja, Elara, S/2000 J 11 i Karpo.

## Povijest otkrića
Himaliju, prvootkriveni iz skupine Jupiterovih nepravilnih satelita otkrio je 1904. godine astronom Charles Dillon Perrine. Perrine već sljedeće (1905.) godine otkriva i satelit Elaru. 
Sljedećih 60 godina monopol nad otkrivanjem Jupiterovih satelita držao je astronom Seth Barnes Nicholson koji je u ovom razdoblju otkrio 4 satelita, a među njima je i Liziteja (1938.). 
Ledu je 1974. godine otkrio Charles T. Kowal, a 1975. je otkriven Themisto, mali satelit između putanja Kalista i Lede, ali mu se zagubio trag sve do 2000. godine kada je ponovno pronađen. Zbog toga je ovaj satelit do listopada 2002. imao dva privremena imena: S/1975 J1 i S/2000 J1.
2000. godine tim (u kojem je bio i David Jewitt koji je još kao student otkrio Adrasteju) vođen Scottom Sheppardom otkriva čak 10 satelita (ne računajući Themista) koji su dobili privremena imena S/2000 J2 do S/2000 J 11.

## Podjela u grupe
Progradni sateliti su podijeljeni u dvije grupe, a 1 novootkriveni satelit, kojem putanja nije precizno utvrđena možda pripada nekoj novoj grupi.
Čak 48 satelita (slika 3., crvene linije) nalazi se u grupi s prosječnim udaljenostima od Jupitera između 18 i 29 milijun km i inklinacijama (nagib putanje prema ravnini Jupiterova ekvatora) između 140° i 166°, što znači da su im orbite retrogradne. Ovi retrogradni sateliti se dijele u 3 grupe, pri čemu 22 novootkrivenih (otkriveni su tijekom 2003.) još uvijek nema precizno određene putanje da bi ih se pridijelilo određenoj grupi.

### grupa Themisto(1)
Prvi satelit izvan orbita 8 najbližih satelita (4 unutrašnja + 4 velika galilejanska) je Themisto koji se giba progradno (ili direktno, tj. u smjeru Jupiterove rotacije). Themisto je jedini član grupe Themisto čiji su članovi progradni nepravilni sateliti. Srednji promjer mu iznosi tek oko 9 km.

### grupa Himalia(5)
Sljedeću grupu čine sateliti (u zagradama je promjer satelita): Leda (18 km, slika 1.), Himalija (184 km), Lisiteja (38 km), Elara (78 km) i S/2000 J11 (4 km). Velike poluosi putanja ovih satelita oko Jupitera iznose između 11.1 i 12.6 milijuna km. Orbite su im, u odnosu na Jupiterov ekvator, nagnute (dakle, imaju inklinacije) od 26° do 29°, a što znači da se kreću progradno (inklinacija < 90°). 

### grupa Karpo(1)
Satelit Karpo jedini je od 49 novootkrivenih satelita čija je putanja progradna. 

## Porijeklo
Vidi Jupiterovi nepravilni sateliti :: Porijeklo

## Vanjske poveznice
- Jupiterovi nepravilni sateliti  Arhivirana inačica izvorne stranice od 14. ožujka 2005. (Wayback Machine)